# 1379
Năm 1379 là một năm trong lịch Julius.